# Antsohihy (district)
Antsohihy is een district van Madagaskar in de regio Sofia. Het district telt 130.222 inwoners (2011) en heeft een oppervlakte van 5.125 km², verdeeld over 12 gemeentes. De hoofdplaats is Antsohihy.